# Sarah Garnet

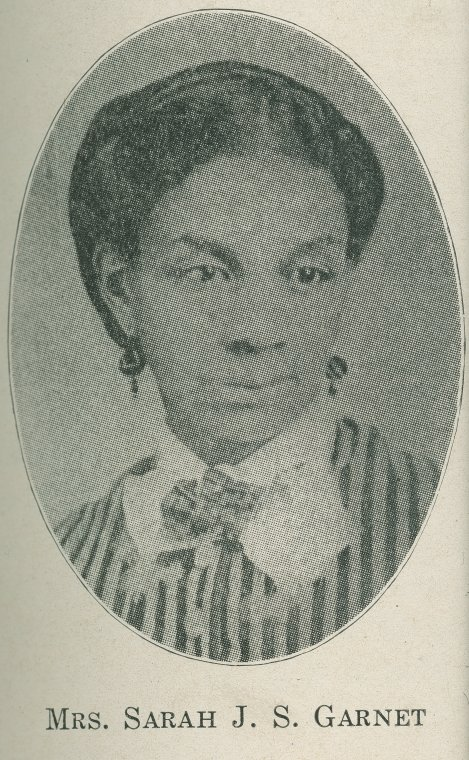
Sarah Jane Garnet

Sarah Jane Garnet (* 13. August 1831 in Queens, New York City; † 17. September 1911 in Brooklyn, New York City) war eine amerikanische Lehrerin und Sozialreformerin, sowie die erste schwarze Direktorin einer staatlichen, integrierten Schule in New York City. Im Kampf um das Frauenwahlrecht gründete Sarah Garnet die Colored Women's Equal Suffrage League und somit die einzige afro-amerikanische Organisation der Suffragetten in Brooklyn.

## Leben

### Ausbildung und Beruf
Sarah Garnet wurde unter dem Namen Minisarah Jane Smith als ältestes von elf Kindern des Paares Ann Eliza Springsteel und Sylvanus Smith in Queens geboren. Beide waren Landbesitzer und hatten sowohl afrikanische als auch weiße und indigene Wurzeln. Sylvanus Smith handelte mit Schweinefleisch und die Familie war recht wohlhabend. Eine Quelle besagt, dass Sarah Smith zunächst von ihrer Großmutter mütterlicherseits unterrichtet wurde und anschließend eine öffentliche Schule besuchte. Eine andere nennt ihren Vater als ihren Lehrer. In jedem Fall sorgten die Eltern für eine gute Bildung aller ihrer elf Kinder. Im Alter von 14 Jahren war Sarah Smith bereits die Assistentin der Lehrer und erhielt ein Jahresgehalt von 20 US-Dollar. Sie entschied sich schließlich für den Beruf einer Lehrerin.
Im Alter von 23 Jahren unterrichtete Sarah Garnet das erste Mal im Stadtteil Williamsburg in Brooklyn an der African Free School, einer Privatschule. Am 30. April 1863 wurde sie die erste schwarze Direktorin der Manhattan Grammar School No. 4, einer Schule, an der schwarze und weiße Kinder gemeinsam unterrichtet wurden. Letztendlich erhielt sie den Posten der Direktorin in der Public School No. 80 für schwarze Kinder, den sie bis zu ihrer Pensionierung behielt. Unter ihrer Leitung wurden die Schüler dazu ermutigt, öffentliche Präsentationen zu halten und Stücke aufzuführen. Außerdem gründete Sarah Garnet eine Abendschule für Erwachsene. Ab 1862 strömten vermehrt befreite oder entflohene Sklaven in den Norden. Viele von ihnen waren ungebildet und nicht in der Lage, sich aus eigener Kraft ein neues Leben aufzubauen. In Sarah Garnets Schule wurden sie in Lesen und Schreiben, Nähen und Hauswirtschaft unterrichtet und konnten berufliche Qualifikationen erlangen. Auch wurde mit Garnets Hilfe ein Altenheim für Schwarze gegründet.
Insgesamt unterrichtete Sarah Garnet 56 Jahre lang. In dieser Zeit fand laut Hallie Quinn Brown „eine Erhöhung des Lehrens von planloser Beschäftigung auf eine Ebene systematischer Effizienz“ statt, weshalb Sarah Garnet Zeit ihres Lebens niemals aufhörte, sich weiterzubilden. Für die Bildung der Schwarzen zögerte sie nicht, klare Forderungen an den Gesetzgeber zu stellen. Einer Quelle zufolge reiste sie nach Albany, um dem Parlament persönlich von den Diskriminierungen schwarzer Lehrer zu berichten und gleichgestellte Bezahlung für Lehrerinnen zu fordern. Als eine von nur sehr wenigen schwarzen Frauen trat sie der National Teachers’ Association bei und verwaltete ein Waisenhaus. Auch kämpfte sie 1883 um den Erhalt von drei Schulen für schwarze Kinder, weshalb 1884 schließlich ein Kompromiss geschlossen wurde. Statt die Schulen zu schließen, wurden sie zu gemischten Schulen umfunktioniert, wobei der Lehrkörper der Public School No. 80 komplett schwarz blieb. Ab dem Jahr 1883 bis zu ihrem Tod betrieb Sarah Garnet zudem ein Nähgeschäft in ihrer Wohnung.

### Aktivitäten als Bürger- und Frauenrechtlerin
Überzeugt davon, dass Frauen „die selben menschlichen intellektuellen und spirituellen Fähigkeiten haben wie Männer“, rief Sarah Garnet in den späten 1880ern gemeinsam mit ihrer Schwester Susan McKinney Steward die Coloured Women's Equal Suffrage League (deutsch: Liga farbiger Frauen für gleichberechtigtes Wahlrecht) ins Leben. Es war die erste und einzige Organisation der Suffragetten für schwarze Frauen in Brooklyn. In dieser Gruppe diskutierten die Mitglieder, darunter auch Männer, über die gewünschte Einführung des Frauenwahlrechts sowie der Bürgerrechte für Frauen und zählten die Erfolge seit dem letzten Treffen auf. Zunächst stellte Garnet für die Versammlungen ihre eigene Wohnung zur Verfügung, dann, als die Mitgliederzahl anstieg, halfen die Kirche oder der YMCA mit ihren Räumlichkeiten aus.
Durch Garnets Vermittlung gab es gemeinsame Veranstaltungen mit weißen Frauenrechtlerinnen, die sich bislang getrennt von den schwarzen Frauen engagiert hatten. Sie wurde die Leiterin der Frauenwahlrechtsbewegung innerhalb der National Association of Colored Women's Clubs (kurz NACWC) und hielt in dieser Funktion öffentliche Reden. Um die Mitglieder weiterzubilden, verteilte Garnet u. a. Literatur zum Frauenwahlrecht. Bei jeder sich bietenden Gelegenheit plädierte sie öffentlich für das Frauenwahlrecht. Selbst als sie den Vorsitz der Liga abgab, nahm sie weiterhin an den Treffen teil und wurde von den Zeitungen als „führender Geist“ beschrieben.
Gleichzeitig unterstützte Garnet die Bürgerrechtsbewegung der schwarzen Gemeinde. Als im Jahr 1892 die Journalistin Ida B. Wells wegen ihrer Berichte über die Lynchjustiz der Südstaaten angegriffen und ihre Druckerpressen verbrannt wurden, sammelte Garnet mit einem eigens dafür gegründeten Komitee Gelder, um die Pressen zu ersetzen. Dafür organisierte sie mit ihrer Schwester Susan und weiteren prominenten, schwarzen Bürgerrechtlerinnen eine Anti-Lynchjustiz-Veranstaltung in New York, die von 250 Leuten besucht wurde. Nach dem Treffen gründeten Garnet und ihre Mitstreiterinnen die Women's Loyal Union of New York and Brooklyn (deutsch: Treue Union der Frauen von New York und Brooklyn), die sich zum Ziel setzte, den Kampf gegen die Lynchjustiz fortzuführen, die Schwarzen zu bilden und „ihr Glück in jeder gesetzes- und sittentreuen Weise zu erhöhen.“ Für Sarah Garnet waren der soziale Aufstieg und die Gleichberechtigung der Schwarzen untrennbar mit dem Frauenwahlrecht verknüpft.

### Letzte Jahre
Im Laufe der Jahre war der NACWC gewachsen. Als Sarah Garnet im Juli 1904 in St. Louis eine „exzellente Rede“ zum Thema Frauenwahlrecht hielt, repräsentierte die Organisation über 40.000 Frauen. Auch waren wertvolle Kontakte zu weißen Frauenrechtsaktivistinnen geknüpft worden, darunter Susan B. Anthony und Harriet Beecher Stowe. 1907 sprach die britische Suffragette Anne Cobden-Sanderson als Gastrednerin bei einem Treffen der NACWC. Dennoch kam es mitunter zu Spannungen, da weiße Aktivistinnen oft selbst rassistische Vorurteile hegten bzw. schwarze Frauen erst spät einbeziehen wollten. Als Garnet sich 1910 mit der reichen Aktivistin Alva Belmont traf, wollte diese einen Zweig ihrer Political Equality Association für schwarze Frauen eröffnen. Sarah Garnet organisierte ein Treffen, doch es stieß auf wenig Interesse, da sich die schwarzen Frauen längst ohne weiße Hilfe organisiert hatten.
Im Jahr 1911 schließlich reiste Garnet mit ihrer Schwester Susan McKinney Steward nach London, wo sich vom 26. – 29. Juli zum ersten Mal der Universal Races Congress traf. Die Veranstaltung sollte ein friedliches Miteinander der Völker fördern. Hier konnte Garnet sich mit farbigen Aktivisten außerhalb der Vereinigten Staaten austauschen und erhielt Zugriff auf Literatur zum internationalen Frauenwahlrecht, während McKinney Steward einen Vortrag hielt. Als Sarah Garnet am 7. September zurückkehrte, richtete ihr die Liga eine Willkommensfeier aus, an der u. a. W. E. B. Du Bois teilnahm.
Nur zehn Tage später starb sie friedlich in ihrer Wohnung in Brooklyn. Die Trauerfeier fand am 29. Oktober in der Bridge Street African Methodist Episcopal Church statt. Du Bois ehrte Garnet in einer Rede und extra eingesandte Trauerbriefe wurden verlesen u. a. von Ida B. Wells. Der NACWC bezeichnete Sarah Garnet als „die berühmteste Frauenrechtlerin unserer Rasse“. Sie wurde auf dem Green-Wood Cemetery bestattet.

## Eheschließungen

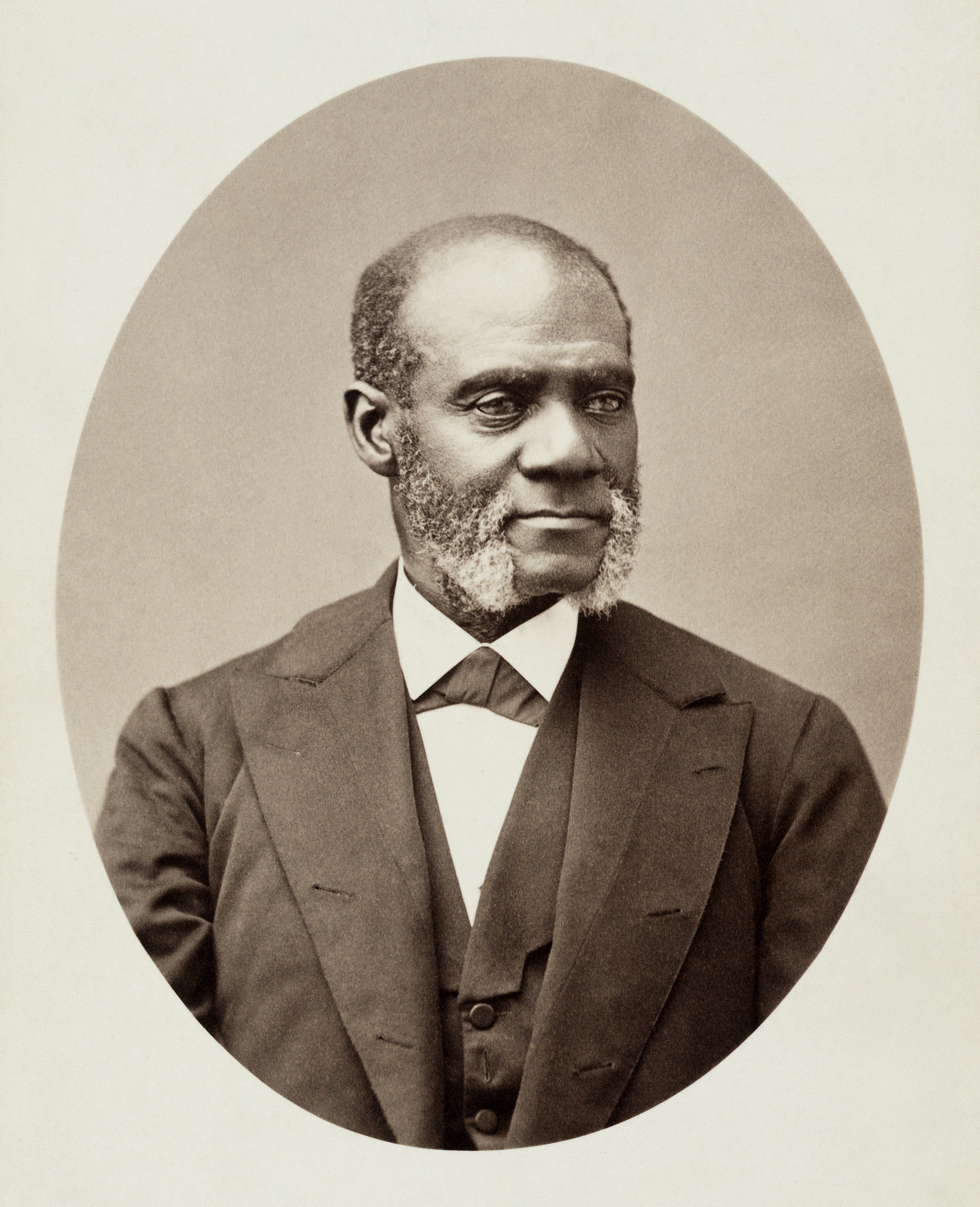
Henry Highland Garnet, ca. 1881

Sarah Garnet war zweimal in ihrem Leben verheiratet. Ihre erste Eheschließung mit dem Pfarrer James Thompson wird im Jahr 1854 angesiedelt. Sein Name und somit Sarah Smiths Ehename ging fälschlicherweise als Tompkins in die Geschichte ein. Mit ihm hatte sie zwei Kinder, die jedoch jung starben. Thompson selbst starb in den späten 1860ern.
Im Jahr 1879 heiratete sie den Abolitionisten Henry Highland Garnet, der als Pfarrer in New York tätig war. Allerdings war die Ehe Zeitzeugen zufolge unglücklich, so dass das Paar sich nach einem Jahr wieder trennte. Garnet nahm schließlich den Posten eines Botschafters der Vereinigten Staaten in Liberia an und starb 1882 in Monrovia.

## Würdigungen
Nach Sarah Garnet sind sowohl der Sarah J.S. Tompkins Garnet Playground in Williamsburg als auch die Sarah Smith Garnet School benannt.